# Bundesautobahn 861
Die Bundesautobahn 861 (Abkürzung: BAB 861) – Kurzform: Autobahn 861 (Abkürzung: A 861) – führt vom Autobahndreieck Hochrhein (A 98) bis zum Grenzübergang Rheinfelden zur Schweiz. Die kurze Autobahn verbindet die Schweizer A3 mit der deutschen A 98.

## Geschichte
Die Autobahn wurde am 7. März 2006 eröffnet, eine Richtungsfahrbahn wurde bereits im Jahre 2003 für den Verkehr freigegeben. Teil der A 861 ist der 1268 m lange Tunnel Nollinger Berg. Die Weströhre wurde im Sommer 2005 fertiggestellt. An dem neuen Grenzübergang arbeiten rund 60 Beamte der deutschen Bundespolizei, da die neue Strecke etwa ein Drittel des Nord-Süd-Verkehrs der Region Basel trägt.

## Besonderheit
Auf dem Hoheitsgebiet der Schweizerischen Eidgenossenschaft heißt die Straße nicht mehr BAB 861, sondern ist rechtlich als Autobahnzubringer N3–A98 klassifiziert, bei ASTRA ist es aber nicht als Zubringer, sondern als Autobahnanschluss klassifiziert, damit die ersten 400 Metern von der Schweizer Staatsgrenze bis zur Ausfahrt Rheinfelden-West vignettenpflichtfrei sein können, so dass auch der Lokalverkehr über die Brücke abgewickelt werden kann. Somit ist es möglich, den Schweizer Zoll auf einer Autobahn auch ohne Vignette zu überqueren.

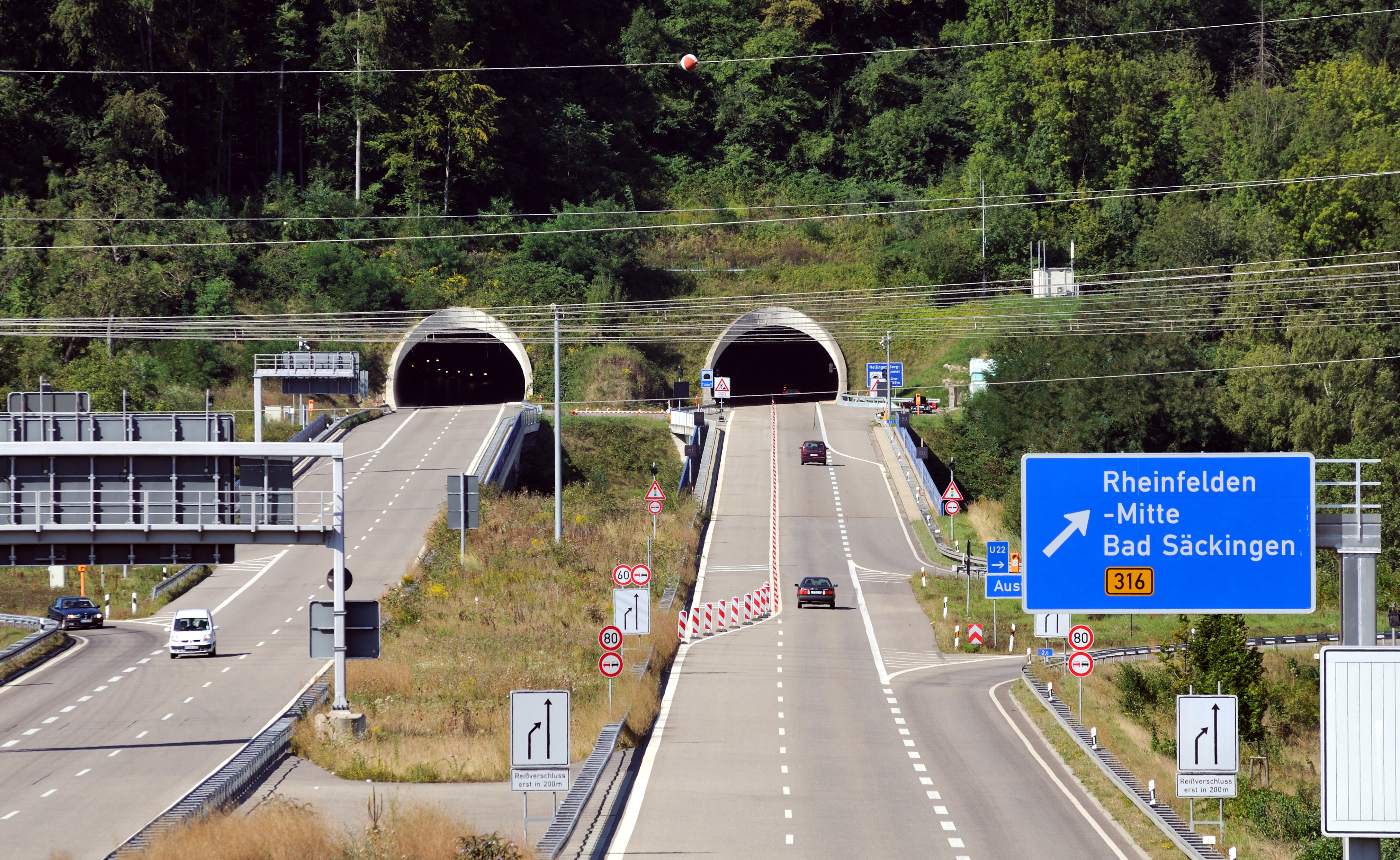
Südportal des Nollinger Berg Tunnels

## Grenzübergang
Das Hauptzollamt Lörrach unterhält in Rheinfelden den Grenzübergang Rheinfelden-Autobahn. Auf der Schweizer Seite gibt es ebenso eine Dienststelle des Bundesamtes für Zoll und Grenzsicherheit.